# Landtagswahl in Liechtenstein 1953 (Juni)
Die Landtagswahl in Liechtenstein im Juni 1953 fand am 14. Juni 1953 statt und war die frühe Wahl der Legislative des Fürstentums Liechtenstein. Hierbei wurden alle 15 Abgeordneten des Landtags des Fürstentums Liechtenstein in den beiden Wahlkreisen Ober- und Unterland vom Landesvolk gewählt. Die zweite Landtagswahl 1953 wurde notwendig, da die VU-Landtagsabgeordneten zurücktraten.
- FBP: 8
- VU: 7

## Wahlergebnis
| Partei                              | Stimmen  | Stimmen   | Stimmen   | Stimmen       | Sitze    | Sitze     | Sitze     |
| ----------------------------------- | -------- | --------- | --------- | ------------- | -------- | --------- | --------- |
| Partei                              | Oberland | Unterland | insgesamt | Stimmenanteil | Oberland | Unterland | insgesamt |
| Fortschrittliche Bürgerpartei (FBP) | 959      | 609       | 1568      | 50,4 %        | 4        | 4         | 8         |
| Vaterländische Union (VU)           | 1104     | 437       | 1541      | 49,6 %        | 5        | 2         | 7         |